# 廣晉府
广晋府，五代十国时设置的府。
后晋天福二年（937年），改兴唐府置广晋府，治所在元城、广晋二县（今河北省大名县东北大街乡）。下辖元城县、广晋县、魏县、馆陶县、冠氏县、莘县、朝城县、南乐县、洹水县、成安县、内黄县、永济县、宗城县、临河县、临清县、夏津县、经城县。辖境相当今河北省大名县、魏县、馆陶县、临漳县、成安县，山东省临清市、冠县、莘县及河南省内黄县等地。后汉乾祐元年（948年），改为大名府。

## 广晋尹
- 范延光（937年－938年）
- 刘处让（938年）
- 杨光远（938年）
- 高行周（938年－940年）
- 刘知远（940年－941年）
- 李德珫（941年）
- 石重贵（941年－942年）
- 李德珫（942年－943年）
- 张从恩（943年－944年）
- 马全节（944年－945年）
- 杜重威（945年－947年）
- 高行周（947年－948年）